# Riviera Ligure di Ponente
D.O.C. Riviera Ligure di Ponente ist die „kontrollierte Herkunftsbezeichnung“ Denominazione di origine controllata (D.O.C.) für Weine aus Ligurien westlich Genuas, welche die im Disciplinare di produzione del vino à D.O.C. “RIVIERA LIGURE DI PONENTE” geforderten Voraussetzungen erfüllen.

## Anbaugebiet
Im Jahr 2016 wurden von 237 Hektar Rebfläche 14.272 Hektoliter DOC-Wein produziert.

## D.O.C.-Weine
Soweit alle Voraussetzungen des Disciplinare di produzione del vino à D.O.C. „RIVIERA LIGURE DI PONENTE“ erfüllt sind, dürfen Weine unter den folgenden Herkunftsbezeichnungen in den Verkehr gebracht werden:
- Riviera Ligure di Ponente Granaccia (Alicante) (auch als „Superiore“ und Passito): mindestens 90 % Granaccia (Alicante). Höchstens 10 % andere analoge Rebsorten, die für den Anbau in der Region Ligurien zugelassen sind, dürfen zugesetzt werden.
- Riviera Ligure di Ponente Moscato (auch als Frizzante, Spätlese und Passito): 100 % Moscato
- Riviera Ligure di Ponente Pigato (auch als „Superiore“ und Passito): mindestens 95 % Pigato. Höchstens 5 % andere analoge Rebsorten, die für den Anbau in der Region Ligurien zugelassen sind, dürfen zugesetzt werden.
- Riviera Ligure di Ponente Rossese (auch als Passito): mindestens 90 % Rossese. Höchstens 10 % andere analoge Rebsorten, die für den Anbau in der Region Ligurien zugelassen sind, dürfen zugesetzt werden.
- Riviera Ligure di Ponente Vermentino: (auch als „Superiore“ und Passito): 95 % Vermentino. Höchstens 5 % andere analoge Rebsorten, die für den Anbau in der Region Ligurien zugelassen sind, dürfen zugesetzt werden.